# Frederick Temple (ärkebiskop)

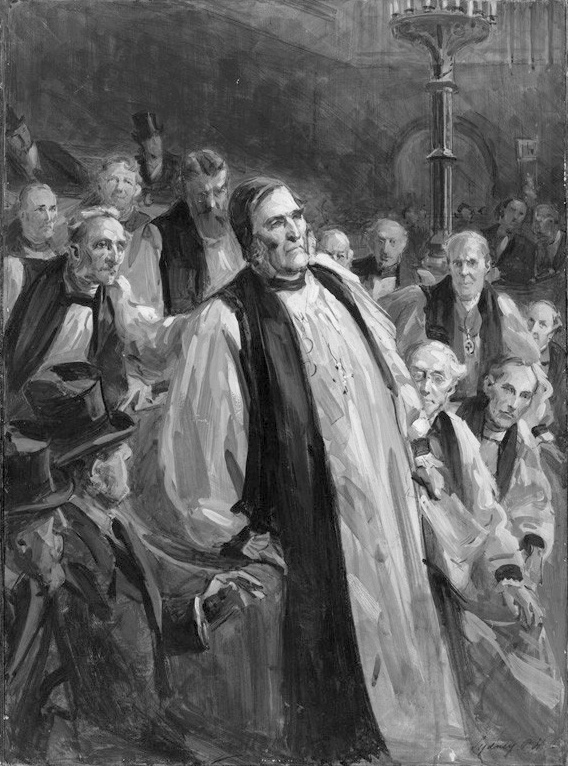
Temple kollapsar i överhuset. Målning av Sydney Prior Hall.

Frederick Temple, född den 30 november 1821, död den 23 december 1902, var en engelsk prelat, far till William Temple.
Temple bestämdes att bli lantbrukare, men lyckades få gå studievägen och kom till Oxford, då traktarianismen där blomstrade som starkast. Efter åtskillig överläggning slöt sig Temple till dess bredkyrkliga motståndare the Oxford liberal movement. 
År 1842 blev han fellow i Balliol och universitetslärare i matematik; 1858 efterträdde han Arnold, Tait och Goulburn som rektor för Rugby skola, där han särskilt lyfte den naturvetenskapliga undervisningen. Hans predikningar i skolan ansågs som mästerverk. 
Två år efter hans ankomst till Rugby deltog han i det viktigaste av alla angreppen på högkyrkorörelsen, utgivningen av Essays and Reviews, där han författat den första uppsatsen. Stormen blev oerhörd på grund av medarbetarnas radikala teologiska kritik; Temple var mera moderat, men vägrade skilja sin sak från de andras, så länge striden pågick. 
I politiskt avseende följde han den liberale Gladstone. Denne erbjöd honom 1869 biskopssätet i Exeter; trots både de högkyrkligas och evangelikalernas våldsamma motstånd stod Gladstone fast, och Temple fick platsen. Hans lugna vänlighet övervann snart prästernas misstro. 
År 1885 flyttades han av Gladstone som biskop till London under allmänt gillande. Han hade nu också närmat sig den högkyrkliga riktningen. I London som i Exeter utvecklade han en oerhörd arbetsiver i kristlig-social anda, om än under tilltagande blindhet. 
Vid ärkebiskop Bensons död 1896 kallades den 76-årige Temple till Englands primas. Han fick genast den viktiga uppgiften att leda den nya Lambethkonferensen 1897 och fortsatte skickligt i Taits fotspår. 
Han ansträngde sig också att utjämna motsättningen mellan High och Low inom engelska kyrkan, som häftigt åter utbröt 1898; däråt ägnade han sin första viktiga publikation som ärkebiskop, Disputes in the Church. 
Även ivrade han för missionen, presiderade 1900 vid World temperance congress i London och talade för kvinnosaken. 1902 krönte han Edvard VII; men detta tog på åldringens krafter, och under ett anförande i överhuset i december träffades han av illamående, som ledde till döden. 
| Ärkebiskopar av Canterbury              |
| --------------------------------------- |
| Företrädare \| Efterträdare             |
| Edward White Benson \| Randall Davidson |